# 布萊洛克-托馬斯-陶西格分流術
布萊洛克-托馬斯-陶西格分流術（英語：Blalock–Thomas–Taussig shunt），過去稱布莱洛克-陶西格分流术（Blalock–Taussig shunt），简称布-陶分流或BT分流，是用来治疗青紫型先天性心脏病的一种姑息手术，由s美国心脏病学家海伦·陶西格、外科医生阿尔弗雷德·布莱洛克以及時任外科手術技師維維恩·托馬斯发明，他们在1944年救治一法洛四联症患儿时首次实施了该手术。
该手术将右锁骨下动脉吻合于肺动脉，将体循环的一部分血液向肺循环分流，增加肺循环血流量，使回到左心的氧合血量也得以增加，从而减轻青紫症状。

## 註解
1. ↑  由於維維恩·托馬斯是黑人，因此他的貢獻曾長期不獲承認。